# هينك فيسر (سياسي)
هينك فيسر (بالهولندية: Henk Visser)‏ هو سياسي هولندي، ولد في 1946. نشط حزبياً في الاتحاد المسيحي. وقد انتخب عمدة هولندي ‏.